# هازال سوباشي
هازال سوباشي (بالإنجليزية: Hazal Subasi )‏ عارضة أزياء وممثلة تركية النشأة .

## عن حياتها
ممثلة وملكة جمال عام 2015 وعارضة أزياء تركية، من مواليد 2 مايو سنة 1995م، من مواليد مدينة إزمير، درست العلاقات العامة والإعلان في جامعة جامعة إزمير للاقتصاد، اشتركت في الكثير من المسابقات بالمدرسة والجامعة تخص الجمال وعروض الأزياء .

## أعمالها الفنية
- أمل واحد يكفي 2018.
- سميها ما شئت 2016.
- حلقة 2019.
- الحفرة 2019-21.
- المشردون 2024-25

## الجوائز
المركز الثالث لمسابقة ملكة جمال تركيا عام 2015